# 脊七刺栗壳蟹
脊七刺栗壳蟹（学名：Arcania septemspinosa）为玉蟹科栗壳蟹属的动物。分布于马来群岛、印度、波斯湾、红海、好望角以及中国大陆的广东、海南岛等地，多栖息于海水。